# Cameron, Oklahoma
Cameron är en kommun (town) i Le Flore County i Oklahoma. Vid 2010 års folkräkning hade Cameron 302 invånare.